# بیتیزتاون (نیوجرسی)
بیتیزتاون (به انگلیسی: Beattystown) یک منطقهٔ مسکونی در ایالات متحده آمریکا است که در شهر مانزفیلد واقع شده‌است. بیتیزتاون ۷٫۸۶۳ کیلومتر مربع مساحت و ۴٬۵۵۴ نفر جمعیت دارد و ۱۹۵ متر بالاتر از سطح دریا واقع شده‌است.